# Aurora (film 2018)
Aurora è un film del 2018 diretto da Yam Laranas.

## Trama
Una nave passeggeri si arena sugli scogli al largo di un'isola a seguito di un incidente. Due sorelle, Leana e Rita, cercano di ritrovare i corpi dei passeggeri.

## Distribuzione
Il film è stato distribuito sulla piattaforma Netflix a partire dal 18 gennaio 2019.